# Helle Pedersen
Helle Pedersen, född den 25 januari 1962 i Tinglev i Danmark är en inte längre aktiv dansk handbollsspelare.

## Karriär[1]
Helle Pedersen spelade hela sin elitkarriär för FIF, Fredriksbergs Idrottsförening i Köpenhamn. Hon gjorde landslagsdebut då hon var 21 år mot DDR i Neubrandenburg inför 700 åskådare, då Danmark förlorade stort med 16-28, och Helle Pedersen fick gå mållös från planen. Hon spelade sedan 106 landskamper och gjorde 185 mål för Danmark. Sista landskampen slutade på samma sätt som den första, med dansk storförlust 10-32 mot Norge i Kongsberg och Helle Pedersen var mållös även denna gång. Helle Pedersen spelade några B-VM med Danmark så den internationella karriären bjöd inte på några större meriter. Med FIF var hon med och vann DM-guld på 1980-talet: 1985 och 1989 och möjligen ytterigare något alldeles i början av sin karriär.

## Klubb
- FIF (1983 - 1990 ?)

## Meriter
- 2 Danska mästerskap med FIF 1985 och 1989
- 106 Landskamper för Danmarks damlandslag i handboll

### Fotnoter
1. ↑  ”Haslund info / Helle Pedersen”. http://www.haslund.info/haandbold/20_dame/20_spillere/pedhel.asp. Läst 2 mars 2019.